# Sam Bourbon
Sam Bourbon, född 18 juli 2006 i Frankrike, är en fransk varmblodig travhäst. Han tränades av Jean Baudron och kördes av Jean-Pierre Dubois eller Joseph Verbeeck.
Sam Bourbon började tävla i oktober 2000 och inledde med en galopp för att sedan ta sin första seger i femte starten. Han sprang under sin karriär in 373 430 euro på 26 starter varav 6 segrar, 5 andraplatser och 3 tredjeplatser. Hon tog karriärens största seger i Prix Jules Thibault (2010).
Han segrade även i Prix de Geneve (2010) och kom på andraplats i Prix Maurice de Gheest (2009), Critérium des Jeunes (2009), Prix Kalmia (2009), Europeiskt treåringschampionat (2009) och på tredjeplats i Prix Victor Régis (2009) och Prix de l'Étoile (2009).
Han är halvbror med toppstona Mara Bourbon född (2000) och Qualita Bourbon född (2004) genom stoet Etta Extra.

## Statistik
| Statistik för Sam Bourbon (Ref.) | Statistik för Sam Bourbon (Ref.) | Statistik för Sam Bourbon (Ref.) | Statistik för Sam Bourbon (Ref.) | Statistik för Sam Bourbon (Ref.) | Statistik för Sam Bourbon (Ref.) |
| -------------------------------- | -------------------------------- | -------------------------------- | -------------------------------- | -------------------------------- | -------------------------------- |
| Starter                          | Placeringar                      | Startprissumma                   | Segerprocent                     | Platsprocent                     | Rekord                           |
| 26                               | 6-5-3                            | 373 430 euro                     | 23 %                             | 54 %                             | 1.11,6ak,                        |

### Större segrar
| År   | Lopp                | Kusk               | Vinstbelopp | Grupp   |
| ---- | ------------------- | ------------------ | ----------- | ------- |
| 2010 | Prix de Geneve      | Jean-Pierre Dubois | 40 000 EUR  | Grupp 3 |
| 2006 | Prix Jules Thibault | Jean-Pierre Dubois | 55 000 EUR  | Grupp 2 |